# Pierrefeu
Pour les articles homonymes, voir Pierrefeu (homonymie).
Pierrefeu est une commune française située dans le département des Alpes-Maritimes, en région Provence-Alpes-Côte d'Azur.
Ses habitants sont appelés les Pierrefeutins.

## Géographie

### Localisation
Commune située à 14 km de Roquestéron et 15 de Gilette.

### Géologie et relief
La commune se compose de 69,62 hectares de territoires agricoles (3,14 %) et 2 145,34 hectares de forêts et milieux semi-naturels (96,86 %).
Village perché de la vallée de l'Estéron, dans l'aire du Parc naturel régional des Préalpes d'Azur.
Massifs proches : Tête du Puy, Mont Auvière,

### Catastrophes naturelles - Sismicité
Le 2 octobre 2020, de nombreux villages des diverses vallées des Alpes-Maritimes (Breil-sur-Roya, Fontan, Roquebillière, St-Martin-Vésubie, Tende...) sont fortement impactés par un "épisode méditerranéen" de grande ampleur. Certains hameaux sont restés inaccessibles jusqu'à plus d'une semaine après la catastrophe et l'électricité n'a été rétablie que vers le 20 octobre. L'Arrêté du 7 octobre 2020 portant reconnaissance de l'état de catastrophe naturelle a identifié 55 communes, dont Pierrefeu, au titre des "Inondations et coulées de boue du 2 au 3 octobre 2020".
Commune située dans une zone de sismicité moyenne,.

### Hydrographie et les eaux souterraines
Cours d'eau traversant la commune :
- La Rivière l'Estéron,
- Les ruisseaux de Ronson, St-Pierre, de l'Adrécha, de la Cainéa.

### Climat
Pour des articles plus généraux, voir Climat de Provence-Alpes-Côte d'Azur et Climat des Alpes-Maritimes.
En 2010, le climat de la commune est de type climat méditerranéen altéré, selon une étude du Centre national de la recherche scientifique s'appuyant sur une série de données couvrant la période 1971-2000. En 2020, Météo-France publie une typologie des climats de la France métropolitaine dans laquelle la commune est dans une zone de transition entre le climat de montagne et le climat méditerranéen et est dans la région climatique  Var, Alpes-Maritimes, caractérisée par une pluviométrie abondante en automne et en hiver (250 à 300 mm en automne), un très bon ensoleillement en été (fraction d’insolation > 75 %), un hiver doux (8 °C) et peu de brouillards. 
Pour la période 1971-2000, la température annuelle moyenne est de 12,4 °C, avec une amplitude thermique annuelle de 15,6 °C. Le cumul annuel moyen de précipitations est de 1 057 mm, avec 6,3 jours de précipitations en janvier et 4 jours en juillet. Pour la période 1991-2020, la température moyenne annuelle observée sur la station météorologique de Météo-France la plus proche, « Ascros », sur la commune d'Ascros à 9 km à vol d'oiseau, est de 10,8 °C et le cumul annuel moyen de précipitations est de 930,1 mm. 
La température maximale relevée sur cette station est de 34,4 °C, atteinte le 18 juillet 2023 ; la température minimale est de −10,7 °C, atteinte le 28 février 2018,,. 
Les paramètres climatiques de la commune ont été estimés pour le milieu du siècle (2041-2070) selon différents scénarios d'émission de gaz à effet de serre à partir des nouvelles projections climatiques de référence DRIAS-2020. Ils sont consultables sur un site dédié publié par Météo-France en novembre 2022.

### Voies de communications et transports

#### Voies routières
Départementale 17 depuis Gilette et Roquestéron.

#### Transports en commun
- Transport en Provence-Alpes-Côte d'Azur

Réseau de transport départemental Lignes d'Azur.

### Intercommunalité
Depuis le 1er janvier 2014, Pierrefeu fait partie de la communauté de communes des Alpes d'Azur. Elle était auparavant membre de la communauté de communes de la vallée de l'Estéron, jusqu'à la disparition de celle-ci lors de la mise en place du nouveau schéma départemental de coopération intercommunale.

## Urbanisme

### Typologie
Au 1er janvier 2024, Pierrefeu est catégorisée commune rurale à habitat dispersé, selon la nouvelle grille communale de densité à 7 niveaux définie par l'Insee en 2022.
Elle est située hors unité urbaine. Par ailleurs la commune fait partie de l'aire d'attraction de Nice, dont elle est une commune de la couronne,. Cette aire, qui regroupe 100 communes, est catégorisée dans les aires de 200 000 à moins de 700 000 habitants,.

### Occupation des sols
L'occupation des sols de la commune, telle qu'elle ressort de la base de données européenne d’occupation biophysique des sols Corine Land Cover (CLC), est marquée par l'importance des forêts et milieux semi-naturels (96,9 % en 2018), une proportion identique à celle de 1990 (96,9 %). La répartition détaillée en 2018 est la suivante : 
forêts (84,4 %), milieux à végétation arbustive et/ou herbacée (9,9 %), zones agricoles hétérogènes (3,1 %), espaces ouverts, sans ou avec peu de végétation (2,6 %).
L'évolution de l’occupation des sols de la commune et de ses infrastructures peut être observée sur les différentes représentations cartographiques du territoire : la carte de Cassini (XVIIIe siècle), la carte d'état-major (1820-1866) et les cartes ou photos aériennes de l'IGN pour la période actuelle (1950 à aujourd'hui).

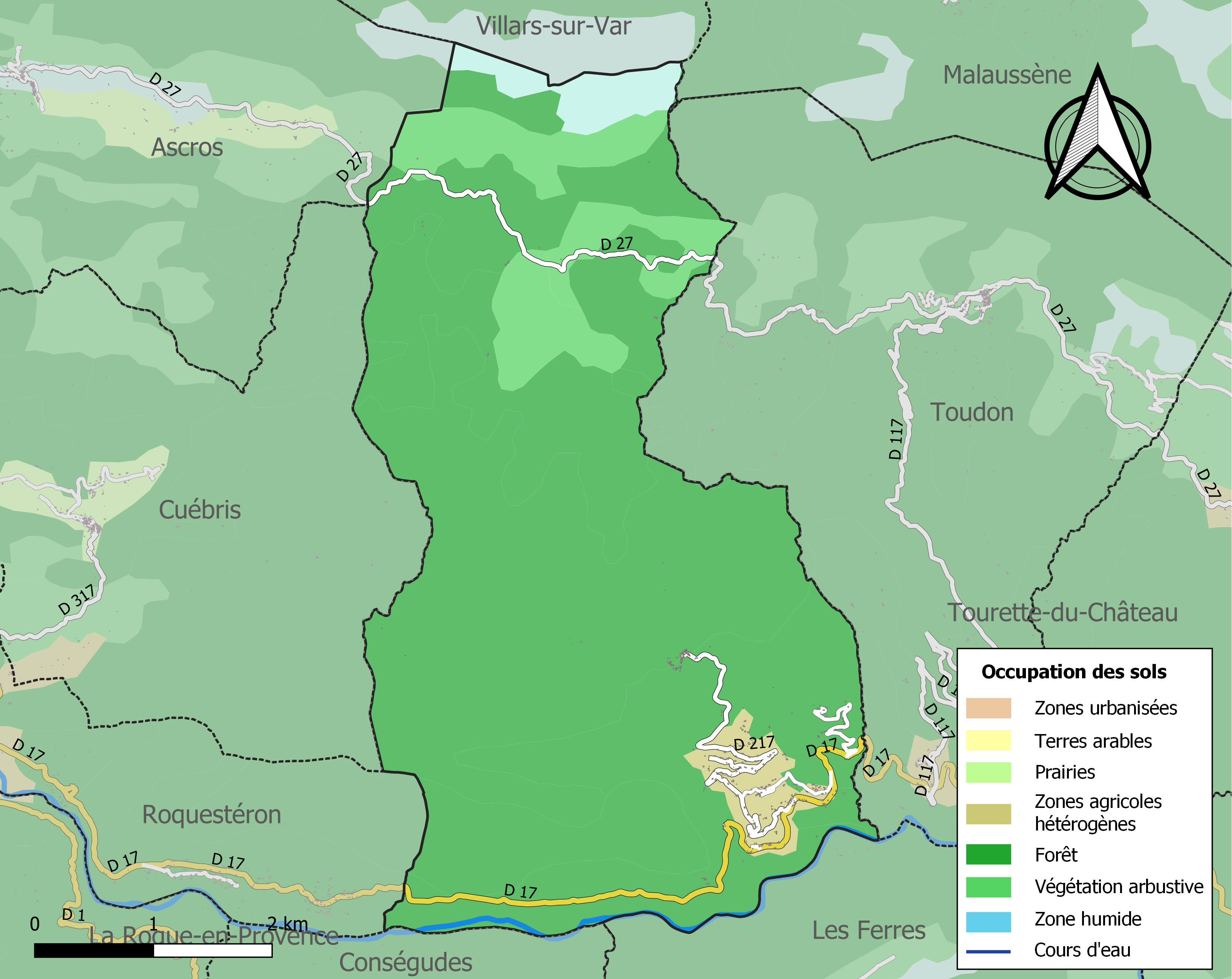
Carte de l'occupation des sols de la commune en 2018 (CLC).

## Toponyme
Pierre à feu, « Lou peirafuèc désigne le silex dans le langage quotidien »(c'est-à-dire l'occitan) (André Compan). Le lieu est noté Petrofocus au XIe siècle. Le nom se retrouve à l'identique dans le Pierrefeu du Var (Petra foco), et note peut-être un site d'exploitation commerciale du silex. On rapporte aussi ce nom à la présence d'une tour romaine à signaux par des feux.

## Histoire
Les fouilles ont permis de trouver sur le site des vestiges de tombeaux, des monnaies et des médailles représentant des empereurs romains. Un ensemble de chauffage romain y a été découvert.
Pierrefeu possède deux châteaux en 1256 pour abriter une population qui a augmenté. Les querelles sont incessantes entre les familles de Glandèves, seigneurs de Pierrefeu, et Rostaing, seigneurs de Cuébris et d'Ascros. Le château dans le village inférieur, castrum de Cade Neda (La Caïnée), a été détruit par le comte de Provence Robert d'Anjou. Pierrefeu est alors réuni au domaine comtal. Il y reste la chapelle de la Madone de la Balmau, aujourd'hui de la Sainte-Baume.
Le 5 août 1381, la reine Jeanne en lutte contre Charles de Duras donne au chanoine Guillaume Chabaud, coseigneur de Tourette, « pour services rendus en Calabre contre les rebelles », les castra de Pierrefeu dans la viguerie de Puget-Théniers, de Tourette et Revest dans la baillie de Villeneuve et de Vence avec leurs châteaux et tous les droits qui s’y rattachent. Guillaume Chabaud a donné peu après à la commune des droits et privilèges municipaux qui ont été confirmés en 1388 par le comte de Savoie. Le château va rester dans cette famille jusqu'en 1597.
Roquestéron se développe à la fin du XVe siècle de part et d'autre de l'Estéron. En 1722, Roquestéron et Pierrefeu ont formé un seul fief qui a été érigé en comté au profit de la famille Blavet. Ce fief est ensuite passé aux Frichignono.
La situation financière est telle en 1862 que le village a dû vendre des biens communaux pour réparer l'école, l'église et le presbytère. Il est pratiquement désert entre les deux guerres mondiales.

## Héraldique
| Blason de Pierrefeu | Blason  | D’argent aux deux flèches de gueules passées en sautoir, cantonné en chef et aux flancs de trois pierres enflammées du même. |
| Blason de Pierrefeu | Détails | Le statut officiel du blason reste à déterminer.                                                                             |

## Politique et administration
| Période       | Période       | Identité          | Étiquette | Qualité           |
| ------------- | ------------- | ----------------- | --------- | ----------------- |
| mars 1977     | décembre 2002 | Marc Castel       | PCF       |                   |
| janvier 2003  | août 2003     | Jean Paul Albert  |           |                   |
| octobre 2003  | octobre 2012  | Jean-Louis Brelle |           |                   |
| novembre 2012 | En cours      | Marc Belvisi      | SE        | Chef d'entreprise |

### Budget et fiscalité 2023
En 2023, le budget de la commune était constitué ainsi :
- total des produits de fonctionnement : 277 000 €, soit 826 € par habitant ;
- total des charges de fonctionnement : 230 000 €, soit 685 € par habitant ;
- total des ressources d'investissement : 63 000 €, soit 188 € par habitant ;
- total des emplois d'investissement : 143 000 €, soit 427 € par habitant ;
- endettement : 0 €, soit 1 € par habitant.

Avec les taux de fiscalité suivants :
- taxe d'habitation : 14,70 % ;
- taxe foncière sur les propriétés bâties : 17,63 % ;
- taxe foncière sur les propriétés non bâties : 50,77 % ;
- taxe additionnelle à la taxe foncière sur les propriétés non bâties : 0,00 % ;
- cotisation foncière des entreprises : 0,00 %.

Chiffres clés Revenus et pauvreté des ménages en 2021 : médiane en 2021 du revenu disponible, par unité de consommation : 23 010 €.

## Population et société

### Démographie

#### Pyramide des âges
L'évolution du nombre d'habitants est connue à travers les recensements de la population effectués dans la commune depuis 1793. Pour les communes de moins de 10 000 habitants, une enquête de recensement portant sur toute la population est réalisée tous les cinq ans, les populations de référence des années intermédiaires étant quant à elles estimées par interpolation ou extrapolation. Pour la commune, le premier recensement exhaustif entrant dans le cadre du nouveau dispositif a été réalisé en 2008.

En 2022, la commune comptait 339 habitants, en évolution de +7,62 % par rapport à 2016 (Alpes-Maritimes : +2,85 %, France hors Mayotte : +2,11 %).
| 1793 | 1800 | 1806 | 1822 | 1838 | 1848 | 1858 | 1861 | 1866 |
| ---- | ---- | ---- | ---- | ---- | ---- | ---- | ---- | ---- |
| 157  | 176  | 206  | 220  | 253  | 265  | 272  | 250  | 341  |

| 1872 | 1876 | 1881 | 1886 | 1891 | 1896 | 1901 | 1906 | 1911 |
| ---- | ---- | ---- | ---- | ---- | ---- | ---- | ---- | ---- |
| 280  | 251  | 231  | 235  | 219  | 204  | 194  | 141  | 173  |

| 1921 | 1926 | 1931 | 1936 | 1946 | 1954 | 1962 | 1968 | 1975 |
| ---- | ---- | ---- | ---- | ---- | ---- | ---- | ---- | ---- |
| 144  | 141  | 138  | 111  | 83   | 79   | 59   | 79   | 58   |

| 1982 | 1990 | 1999 | 2006 | 2008 | 2013 | 2018 | 2022 | - |
| ---- | ---- | ---- | ---- | ---- | ---- | ---- | ---- | - |
| 114  | 207  | 243  | 252  | 255  | 296  | 332  | 339  | - |

### Enseignement
Établissements d'enseignements :
- École maternelle,
- École primaire,
- Collèges à Saint-Martin-du-Var, Puget-Théniers, Carros,
- Lycées à Vence.

### Santé
Professionnels et établissements de santé :
- Médecins à Bouyon, Gilette, Villars-sur-Var,
- Prothésiste dentaire[36].
- Kinésithérapeute à Roquestéron[37].
- Pharmacies à Gilette, Saint-Martin-du-Var, Levens (Plan-du-Var),
- Hôpitaux à Villars-sur-Var, Saint-Jeannet.

### Cultes
- Culte catholique, Paroisse Pierrefeu[38], Diocèse de Nice.

## Économie

### Entreprises et commerces

#### Agriculture
- Exploitation agricole en restanques[39].
- Oléiculteurs[40],[41].

#### Tourisme
- Chambres d'hôtes[42].
- Camping à Roquestéron.
- Restaurant à Toudon[43].

#### Commerces et services
- Garage[44].
- Commerces de proximité à Les Ferres, Conségudes, Toudon[45].

## Lieux et monuments

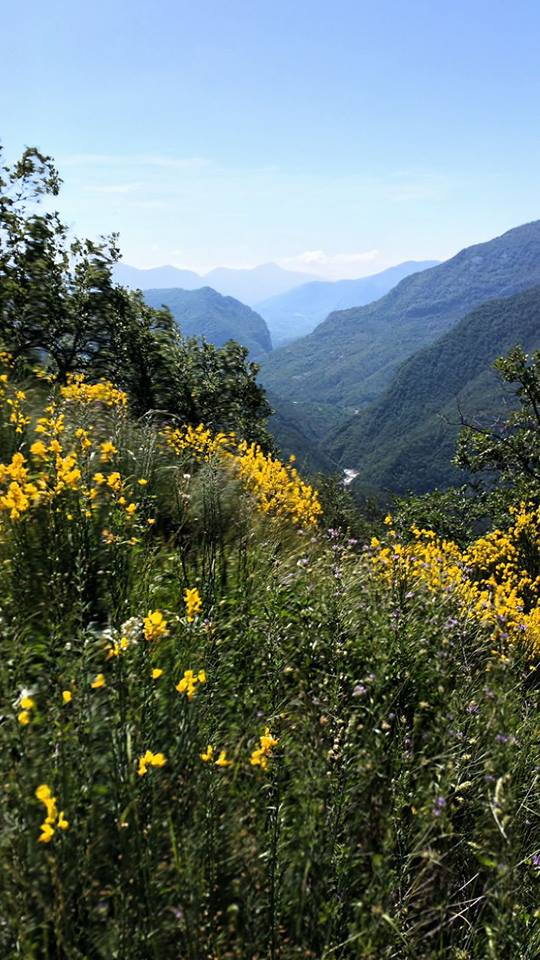
Pierrefeu dans la vallée de l'Estéron.
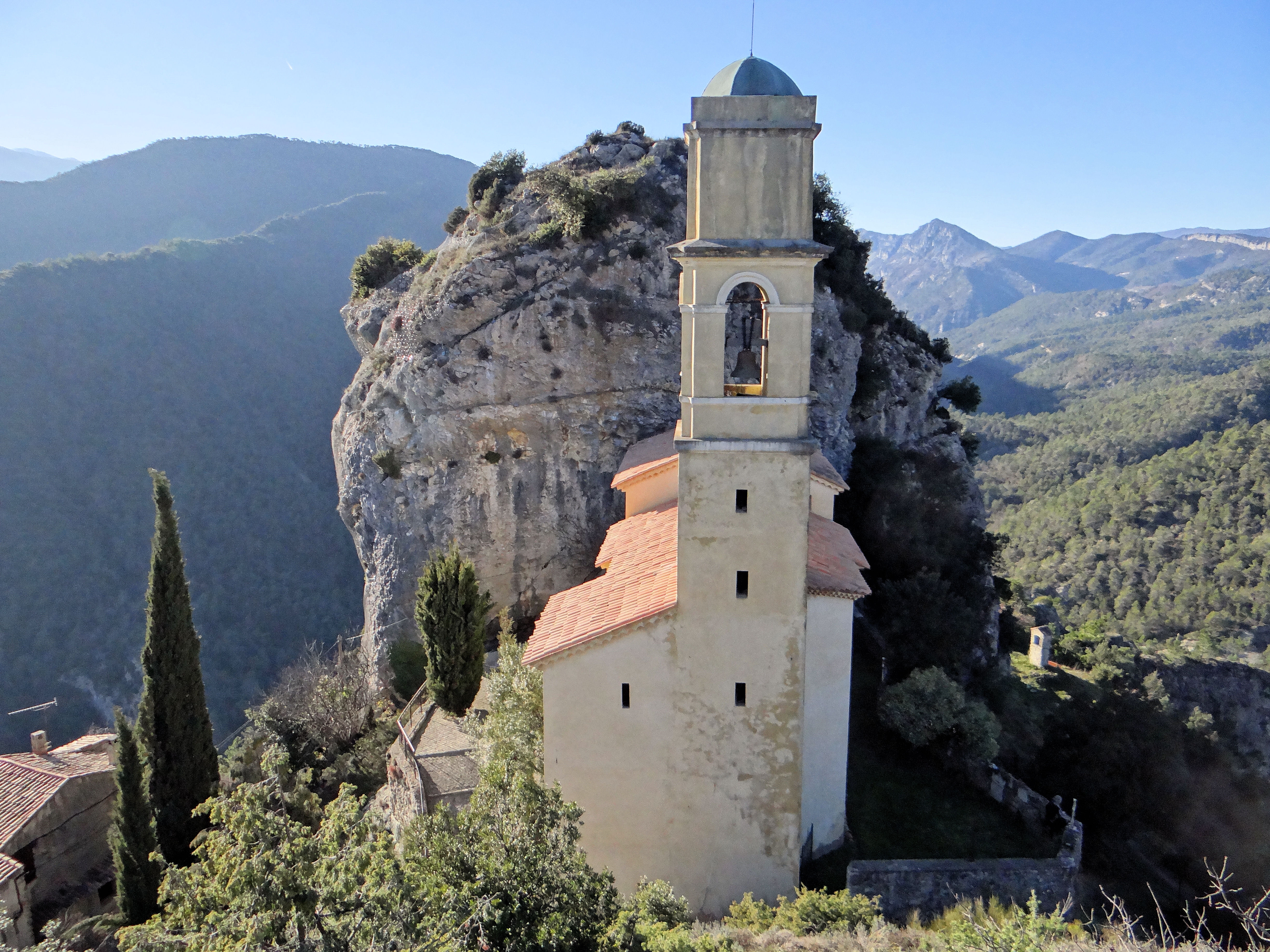
Église Saint-Sébastien-Saint-Martin de Vieux-Pierrefeu coincée entre deux massifs rocheux.
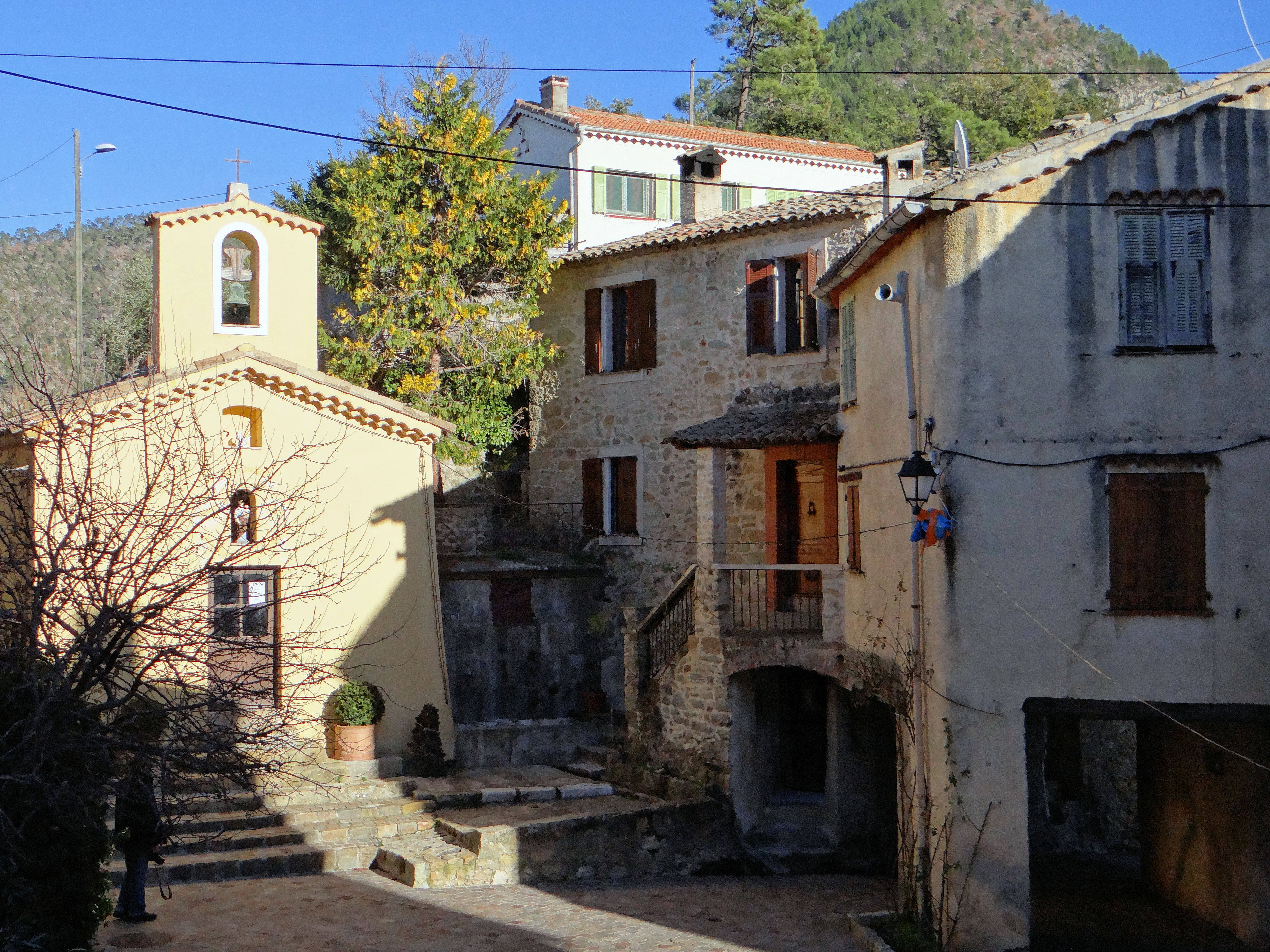
Vieux-Pierrefeu avec la chapelle Saint-Joseph, chapelle des Pénitents.
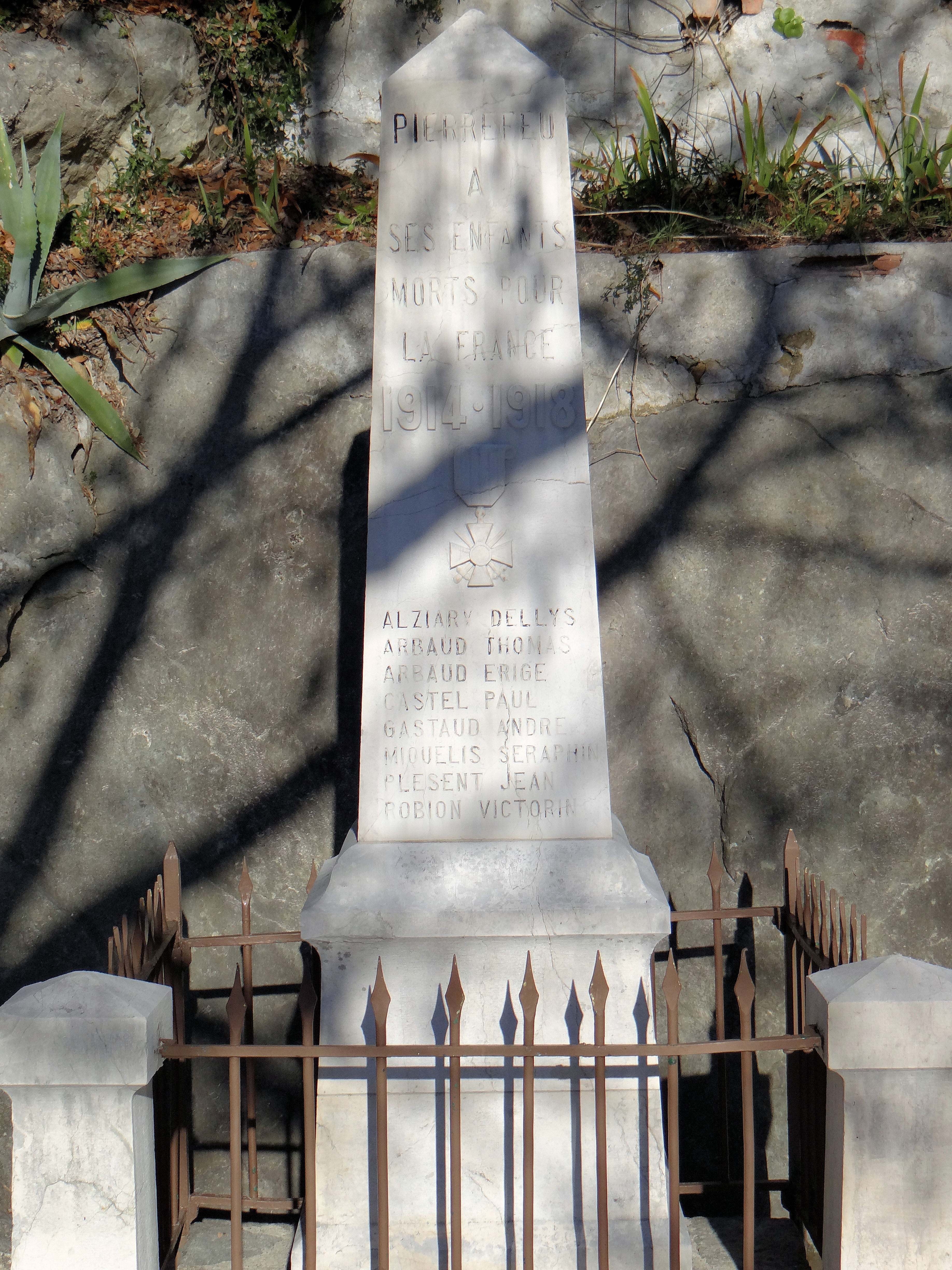
Monument aux morts.

- Vieux-Village historique, à Vieux-Pierrefeu.
- L'église Saint-Sébastien-Saint-Martin[46] a été inscrite sur l'Inventaire supplémentaire des monuments historiques le 24 septembre 1968[47] et musée Hors-du-Temps[48],[49].

ensemble du maître-autel : autel, gradins d'autel (2), tabernacle et statue : Christ en croix.
ensemble du maître-autel : exposition, canons d'autel (3), reliquaires-monstrances (4), chandeliers (6).
- - Musée « Hors du temps », dans l'église-musée, 40 peintres exposent sur le thème de « La Genèse »[52].
- Chapelles[53] :
  - Chapelle Saint-Joseph, chapelle des Pénitents à Vieux-Pierrefeu[54].
  - Chapelle Saint-Nicolas au village inférieur[55].
  - Chapelle de la Sainte-Baume[56], à l'extrême nord de la commune[57].
  - Chapelle Saint-Antoine au sud[58].
  - Chapelle Sainte-Madeleine[59].
- Monument aux morts[60] : Conflits commémorés : Guerre franco-allemande de 1914-1918[61].
- Moulin à huille.
- Pont de Pierrefeu.
- Ruines médiévales de Saint Jean d’Aurelle[62].
- Riou de Pierrefeu[63].